# Цар Калоян (село)
Вижте пояснителната страница за други значения на Цар Калоян.
Цар Калоян е село в Южна България. То се намира в община Куклен, област Пловдив.

## География
Селото се намира в Родопите на 16 km от град Пловдив и на около 7 km от село Марково, в посока хижа „Здравец“. Надморската му височина е 750 m.

## История
Старото име на селото е Еникьой, което в превод от турски език означава Ново село. В XIX век Еникьой е турско село. Жителите му се изселват и на тяхно място са настанени предимно македонски българи след принудителните изселвания от Югоизточна Македония и Западна Тракия след Първата световна война. Малка част от жителите е представена от родопчани пристигнали от Източните Родопи.
Част от жителите на Цар Калоян са потомци на бежанци от сярското село Горно Фращани.
В своя разцвет, през 30-те години на XX век селото са населявали над 700 души. 

## Религии
Всички жители са източно православни. Църквата се намира на хълма Боровик и носи името „Света Неделя“. Обновена е през 2005 година със средства и усилия на местни жители.

## Обществени институции
Сградата на кметството е заменена с нова през 2009 година. Района около нея е облагороден.

## Културни и природни забележителности
В село Цар Калоян има няколко чешми, от които тече чиста питейна балканска вода с доказано лечебни, противоалергични, имунизиращи и чудодейни качества. Местните жители се гордеят с това. Чешмите са предпоставка за развитие на СПА туризъм, като вече е в процес на изграждане супермодерен комплекс, чиято идея и реализация се дължат на доктор хонорис кауза на Пловдивския университет Калин Вътев и неговата майка Стефка Вътева, наследница на големия Латевски род.
Селото разполага с изключително географско положение позволяващо смайващи изгледи към Пловдив и региона. Сред най-именитите хълмове е небезизвестният „Боровик“. Най-високият връх в региона носи името на селото.- Калоянов връх. Нарича се така заради преданието, че при един от походите си, Цар Калоян е разпънал своята шатра в подножието му. От върха, като на длан, се вижда Горнотракийската низина. Този връх се използва често за делта - и парапланеризъм.
Западно от селото се намира местността Калет, Зандана или Калояново градище, разположена на едноименния връх. Там се забелязват останки от римска крепост, която е охранявала древния път от Пловдив през Централни Родопи към Беломорието. Навремето същия този път бил настелен с каменни плочи, които впоследствие жителите от околните села използвали при строежите на домовете си.
Непосредствено над Цар Калоян се намират курортите Здравец, Студенец и Бяла черква.

## Спорт
Непосредствено до Цар Калоян стартира един от етапите на Рали Хеброс (СЕ „Здравец“), което е с коефициент 5 на ФИА (Източноевропейски шампионат), а последните години част от това трасе се използва като шейкдаун (официална тренировка) на ралито.
През 90-те години XX век има и действащ футболен отбор, носещ името на легендарния български цар.

## Транспорт
Селото няма собствена транспортна система, но поради разположението си, пътническият поток се обслужва редовно. Автобусните линии в двете посоки се движат по три пъти дневно. За селото може да се мине, както през село Марково, така и по пътя минаващ през Брани Поле, Белащица и Гълъбово.

## Редовни събития
Събор на селото (празнува се на първата събота от месец юли)